# 尖口圆扁螺
廣東平扁蜷（学名：Hippeutis cantori），又名
尖口圆扁螺或康特氏圓扁螺，为扁蜷科圆扁螺属（或作平扁蜷屬）下的一个种。

## 分佈
原產於印度，分佈於印度及南亚一些国家、菲律宾、日本本州、台湾岛以及中国大陆的河北、山东、江苏、浙江、湖北、湖南、广东、河南、山西、江西、四川、福建、广西等地，一般栖息于小溪沿岸带、稻田、池塘以及灌溉沟渠。

## 寄生蟲
過往本物種曾報稱為宫川米次棘口吸虫的第一及第二中間宿主，但當實驗室在重複實驗時，卻無法對本物種感染，反而其他同屬物種卻成功在實驗室環境裡感染。

## 外部連結
- 維基物種上的相關：尖口圆扁螺